# NTN Corporation
Die NTN Corporation (jap. NTN株式会社, NTN Kabushiki kaisha, nach den Gründern Niwa, Tomoe und Nishizono; später als Abkürzung für New Technology Network) ist ein japanischer Hersteller von Wälzlagern.

## Geschichte
1937 wurde die NTN in die Toyo Bearing Manufacturing umbenannt. 1961 ging Toyo ein Lizenzabkommen mit der INA Wälzlager Schaeffler ein und vermarktete die gefertigten Nadellager gemeinsam durch die NTN Wälzlager Europa. 1963 ging das Unternehmen einen ähnlichen Vertrag mit dem Unternehmen Hardy Spicer zur Produktion von homokinetischen Gelenken des Birfield-Typs ein. Im gleichen Jahr wurde die NTN Bearing Corporation of America gegründet, ab 1972 wurde wieder der alte Name verwendet (NTN Toyo Bearing Company), 1989 folgte die endgültige Zurückbenennung in NTN Corporation. Im Jahr 2008 übernahm NTN den französischen Hersteller von Wälzlagern und Lineartechnik SNR Roulements.